# نصف‌النهار ۲۴ درجه شرقی

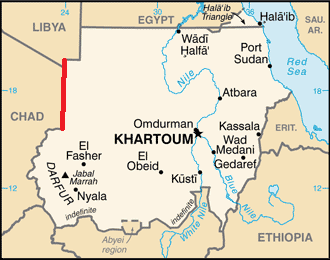
نصف‌النهار ۲۴ درجه شرقی (رنگ قرمز) که مرز سودان با چاد و لیبی را مشخص می‌کند

نصف‌النهار ۲۴ درجه شرقی ۲۴مین نصف‌النهار شرقی از گرینویچ است که از لحاظ زمانی ۱ساعت و ۳۶دقیقه با گرینویچ اختلاف زمانی دارد.
این نصف‌النهار از قطب شمال شروع و از مناطق زیر گذشته و به قطب جنوب ختم می‌شود.
- قاره اروپا
- قاره آفریقا
- اقیانوس هند